# Regierung Kufuor
Als Regierung Kufuor bezeichnet man die Regierungszeit von Präsident John Agyekum Kufuor im westafrikanischen Staat Ghana. Kufuor war bis zum 7. Januar 2009 der amtierende Präsident Ghanas und trat nach den Präsidentschaftswahlen vom 7. Dezember 2000 erstmals das Amt des Präsidenten an.
Zur zweiten Amtszeit, der vierten Regierung der vierten ghanaischen Republik, trat Kufuor am 7. Januar 2005 erneut das Amt des Präsidenten der Republik Ghana an. Die Minister wurden am 11. Januar 2005 ernannt.
Vizepräsident Ghanas ist bereits seit 2001 Aliu Mahama.

## Dritte Regierung der Vierten Republik Ghanas

### Minister 2001 bis 2005
| Regierung Ghanas 2001–2005 | Regierung Ghanas 2001–2005                                                                                 | Regierung Ghanas 2001–2005                                                                                         | Regierung Ghanas 2001–2005                                                                                        |
| Ministeramt | offizielle Amtsbezeichnung                                                                                 | Minister (Parteizugehörigkeit)                                                                                     | Vizeminister |
| --- | --- | --- | --- |
| Altersminister mit Zuständigkeit für die Reform des öffentlichen Dienstes und des Erneuerungprogrammes für nationale Institutionen | Senior Minister, responsible for Public-Sector Reform and the National Institutional Renewal Programme     | Joseph Henry Mensah (NPP)                                                                                          | |
| Minister für äußere Angelegenheiten                                                                                                | Minister of Foreign Affairs                                                                                | Hackman Owusu-Agyeman (NPP) (2001 – April 2003), Nana Addo Dankwa Akufuo-Addo (NPP) (ab April 2003)                | Akwasi Osei Adjei                                                                                                 |
| Minister des Innern | Minister of the Interior                                                                                   | Malik Al-Hassan Yakubu (NPP) (2001–2002), Hackman Owusu-Agyeman (NPP) (ab April 2003)                              | Yaw Barimah (NPP) (Januar bis November 2001), Thomas Broni (ab 2003)                                              |
| Minister für Finanzen und wirtschaftliche Planung                                                                                  | Minister of Finance and Economic Planning                                                                  | Yaw Osafo-Maafo (NPP) (abweichend: Yaw Osafo-Marfi)                                                                | Gheysika Adombire Agambila (2001 bis April 2003), Agyemang Manu (2003), Anthony Akoto Osei (Mai 2003 – Juli 2007) |
| Minister für Verteidigung | Minister of Defence                                                                                        | Kwame Addo-Kufuor (NPP)                                                                                            | Joseph Akudibillah                                                                                                |
| Generalstaatsanwalt und Minister für Justiz                                                                                        | Attorney-General, Minister of Justice                                                                      | Nana Addo Dankwa Akufuo-Addo (NPP) (2001 – April 2003), Papa Owusu-Ankomah (NPP) (ab April 2003)                   | Gloria Akuffo (ab 2003), Ambrose Derry                                                                            |
| Minister für Handel, Industrie und PSI (Sonderinitiativen des Präsidenten)                                                         | Minister of Trade, Industry and PSI (Presidential Special Initiatives)                                     | Alan Kyeremanteng (parteilos) (ab April 2003)                                                                      | Kwadwo Affram Asiedu, Hajia Alima Mahama                                                                          |
| Minister für lokale Verwaltung und ländliche Entwicklung                                                                           | Minister of Local Government and Rural Development                                                         | Kwadwo Baah-Wiredu (2001–2003), Stephen Asamoah-Boateng (NPP) (ab 2003), Kwadjo Adjei Darko (NPP) (im August 2004) | Nkrabeah Effah-Dartey, Issah Ketekwu                                                                              |
| Minister für Bildung, Jugend und Sport                                                                                             | Minister of Education, Youth and Sports                                                                    | Papa Owusu-Ankomah (bis September 2002) Kwadwo Baah-Wiredu (NPP) (ab September 2005)                               | Joe Donkor, Joe Aggrey                                                                                            |
| (Dieses Ministerium ist nicht identisch mit dem nächstfolgenden.)                                                                  | | Papa Owusu-Ankomah (bis September 2002) Kwadwo Baah-Wiredu (NPP) (ab September 2005)                               | Joe Donkor, Joe Aggrey                                                                                            |
| Ministerin für primär- und sekundärschulische Ausbildung und Mädchenerziehung                                                      | Minister of Primary, Secondary and Girl-Child Education                                                    | Frau Christine Churcher (NPP)                                                                                      | |
| später Umbenennung/Zusammenlegung (?) in:                                                                                          | | Frau Christine Churcher (NPP)                                                                                      | |
| Staatsminister für Bildung | Minister of State for Education                                                                            | Frau Christine Churcher (NPP)                                                                                      | |
| Minister für Ernährung und Landwirtschaft                                                                                          | Minister of Food und Agriculture                                                                           | (Major retd.) Courage Quashigah (NPP)                                                                              | Clement L. N. Eledi, Anna Nyamekye                                                                                |
| Minister für Straßen, Autobahnen und Transport                                                                                     | Minister of Roads, Highways and Transport                                                                  | Richard Winfred Anane (NPP)                                                                                        | Emmanuel Adjei-Boye                                                                                               |
| Minister für Gesundheit | Minister of Health                                                                                         | Dr. Kwaku Afriyie (NPP)                                                                                            | Moses Dani Baa |
| Minister für Kommunikation und Technologie                                                                                         | Minister of Communications and Technology                                                                  | Albert Kan-Dapaah (NPP)                                                                                            | |
| Minister für Landnutzung und Forstwesen                                                                                            | Minister of Lands and Forestry                                                                             | Dominic Fobih (NPP)                                                                                                | Theresa Amerley Tagoe (2003–2005)                                                                                 |
| Zusammenlegung mit Ministerium für Bergbau 2005                                                                                    | | Dominic Fobih (NPP)                                                                                                | Theresa Amerley Tagoe (2003–2005)                                                                                 |
| Minister für Bergbau | Minister of Mines                                                                                          | Frau Cecilia Bannerman (NRP)                                                                                       | Abdul Majeed Haroun                                                                                               |
| Zusammenlegung mit Ministerium für Landnutzung und Forstwesen 2005                                                                 | | Frau Cecilia Bannerman (NRP)                                                                                       | Abdul Majeed Haroun                                                                                               |
| 2005: Zusammenlegung des Ministeriums für Bergbau und des Ministeriums für Landnutzung und Forstwesen zum:                         | 2005: Zusammenlegung des Ministeriums für Bergbau und des Ministeriums für Landnutzung und Forstwesen zum: | Dominic Fobih (NPP)                                                                                                | |
| Minister für Landnutzung, Forstwesen und Bergbau                                                                                   | Minister of Lands, Forestry and Mines                                                                      | Dominic Fobih (NPP)                                                                                                | |
| Minister für Berufsausbildung und Beschäftigung                                                                                    | Minister of Manpower Development and Employment                                                            | Frau Cecilia Bannerman (NRP) (2001–2003) Abubakar Boniface Saddique (ab 2003),                                     | John Benham, Angela Ofori Atta                                                                                    |
| Minister für öffentliche Arbeiten und Wohnungswesen                                                                                | Minister of Works and Housing                                                                              | Alhaji Mustapha Ali Idris (NPP), Yaw Barimah (NPP) (November 2001 bis April 2003)                                  | Theresa Amerley Tagoe (2001–2003), Charles Bempong Yeboah                                                         |
| Minister für Energie | Minister of Energy                                                                                         | Dr. Paa Kwesi Nduom (NPP)                                                                                          | K. T. Hammond (ab 2003)                                                                                           |
| Minister für Tourismus und die Modernisierung des Zentrums der Hauptstadt                                                          | Minister of Tourism and the Modernization of the Capital City                                              | Hawa Yakuwu Ogede (2001–2002), Jacob Okanka Obetsebi-Lamptey (NPP) (ab 2002)                                       | Abubakar Boniface Saddique                                                                                        |
| Minister für Wissenschaft und Umweltschutz                                                                                         | Minister of Science and Environment                                                                        | Kasim Kasanga (parteilos)                                                                                          | Mathew Kwaku Antwi                                                                                                |
| Ministerin für Frauen- und Kinderangelegenheiten                                                                                   | Minister of Women’s and Children’s Affairs                                                                 | Frau Gladys Asmah (NPP)                                                                                            | Ignatius Kofi Poku-Adusei                                                                                         |
| Minister für die Entwicklung des privaten Sektors                                                                                  | Minister of Private-Sector Development                                                                     | Kwamina Bartels (NPP)                                                                                              | |
| Minister für parlamentarische Angelegenheiten                                                                                      | Minister of Parliamentary Affairs                                                                          | Papa Owusu-Ankomah (2001 – März 2003), Felix Owusu-Adjapong (NPP) (ab März 2003)                                   | |
| Minister für Häfen und Eisenbahnen                                                                                                 | Minister of Ports, Harbours and Railways                                                                   | Christopher Ameyaw-Akumfi (NPP)                                                                                    | Gheysika Adombire Agambila (April 2003–2005)                                                                      |
| Minister für regionale Kooperation und NEPAD                                                                                       | Minister of Regional Co-operation and the New Partnership for Africa’s Development (NEPAD)                 | Dr. Kofi Konadu Apraku (NPP)                                                                                       | |
| Minister für die Beziehungen zu den Medien                                                                                         | Minister of Media Relations                                                                                | Frau Elizabeth Akua Ohene (2000–2001) Nana Akomea (NPP) (im August 2004)                                           | Florence Oboshie Sai-Coffie (Mai 2006 – Juli 2007)                                                                |
| Oktober 2001 Umbenennung in: | | Frau Elizabeth Akua Ohene (2000–2001) Nana Akomea (NPP) (im August 2004)                                           | Florence Oboshie Sai-Coffie (Mai 2006 – Juli 2007)                                                                |
| Minister für Information | Minister of Information                                                                                    | Frau Elizabeth Akua Ohene (2000–2001) Nana Akomea (NPP) (im August 2004)                                           | Florence Oboshie Sai-Coffie (Mai 2006 – Juli 2007)                                                                |
| später Umbenennung in: | | Frau Elizabeth Akua Ohene (2000–2001) Nana Akomea (NPP) (im August 2004)                                           | Florence Oboshie Sai-Coffie (Mai 2006 – Juli 2007)                                                                |
| Minister für Information und Präsidentenangelegenheiten                                                                            | Minister of Information and Presidential Affairs                                                           | Frau Elizabeth Akua Ohene (2000–2001) Nana Akomea (NPP) (im August 2004)                                           | Florence Oboshie Sai-Coffie (Mai 2006 – Juli 2007)                                                                |

Hinzu kommen zwei Staatsminister ohne Amtsbereich.

### Regionalminister
| Regionalminister Ghanas 2001–2005 | Regionalminister Ghanas 2001–2005                                        | Regionalminister Ghanas 2001–2005 | Regionalminister Ghanas 2001–2005 |
| Region                            | Regionalminister                                                         | Vize-Regionalminister             |                                   |
| --------------------------------- | ------------------------------------------------------------------------ | --------------------------------- | --------------------------------- |
| Ashanti Region                    | Sampson Kwaku Boafo                                                      |                                   |                                   |
| Brong Ahafo Region                | Ernest Akubuor Debrah (2001 – Jan. 2004)                                 |                                   |                                   |
| Central Region                    | Isaac Edumadze                                                           |                                   |                                   |
| Eastern Region                    | S. K. Osafo Mensah                                                       |                                   |                                   |
| Greater Accra Region              | (Sheikh) Ibrahim Cudjoe Quaye                                            |                                   |                                   |
| Northern Region                   | Ben Salifu (bis Jan.2004), Ernest Akubuor Debrah (Feb. 2004 – Feb. 2005) | Charles Bintim                    |                                   |
| Upper East Region                 | Mohamed Salifu                                                           |                                   |                                   |
| Upper West Region                 | Mogtari Sahanun                                                          |                                   |                                   |
| Volta Region                      | Kwasi Owusa-Yeboah                                                       |                                   |                                   |
| Western Region                    | Joseph Boahen Aidoo                                                      |                                   |                                   |

### Sonstige
Pressesekretär des Präsidenten und Regierungssprecher (Press Secretary to the President & Government Spokesman):
- Kwabena Agyei Agyepong (ab 2001)

Staatsratsvorsitzender (Chairman of the Council of State):
- Alex Kwapong

## Vierte Regierung der Vierten Republik Ghanas

### Minister 2005–2009
| Regierung Ghanas 2005–2009 | Regierung Ghanas 2005–2009                                                                                  | Regierung Ghanas 2005–2009 | Regierung Ghanas 2005–2009 |
| Minister für… | offizielle Amtsbezeichnung                                                                                  | Minister (Parteizugehörigkeit) | Vizeminister |
| Kabinettsministerien | Kabinettsministerien                                                                                        | Kabinettsministerien | Kabinettsministerien |
| --- | --- | --- | --- |
| Altersminister mit Zuständigkeit für die Reform des öffentlichen Dienstes und des Nationalen Institutionellen Erneuerungsprogramms                                                         | Senior Minister, responsible for Public-Sector Reform and the National Institutional Renewal Programme      | Joseph Henry Mensah (NPP) | |
| Minister für äußere Angelegenheiten | Minister of Foreign Affairs                                                                                 | Nana Addo Dankwa Akufo-Addo (NPP) (bis 23. Juli 2007); Akwasi Osei Adjei (ab 23. Juli 2007) | Akwasi Osei Adjei (bis 23. Juli 2007); Shirley Botchwey (bis 31. Juli 2007); C.Y. Brempong-Yeboah (ab 1. August 2007) |
| später Umbenennung in: | | Nana Addo Dankwa Akufo-Addo (NPP) (bis 23. Juli 2007); Akwasi Osei Adjei (ab 23. Juli 2007) | Akwasi Osei Adjei (bis 23. Juli 2007); Shirley Botchwey (bis 31. Juli 2007); C.Y. Brempong-Yeboah (ab 1. August 2007) |
| Minister für äußere Angelegenheiten, regionale Integration und NEPAD | Minister for Foreign Affairs, Regional Integration and the New Partnership for Africa’s Development (NEPAD) | Nana Addo Dankwa Akufo-Addo (NPP) (bis 23. Juli 2007); Akwasi Osei Adjei (ab 23. Juli 2007) | Akwasi Osei Adjei (bis 23. Juli 2007); Shirley Botchwey (bis 31. Juli 2007); C.Y. Brempong-Yeboah (ab 1. August 2007) |
| Minister des Innern | Minister of the Interior                                                                                    | Minister: Papa Owusu-Ankomah (NPP) (bis 27. April 2006); Minister: Albert Kan-Dapaah (27. April 2006 – 31. Juli 2007); Minister: Kwamina Bartels (ab 1. August 2007); Staatsminister: Nana Obiri Boahen      | Agyeman Manu; K.T. Hammond (ab 1. August 2007) |
| Minister für Verteidigung | Minister of Defence                                                                                         | Kwame Addo-Kufuor (NPP) (Bruder des Präsidenten) (bis 31. Juli 2007); Albert Kan-Dapaah (ab 1. August 2007)                                                                                                  | William Ofori Boafo |
| Minister für nationale Sicherheit | Minister of National Security                                                                               | Francis Poku (Juni 2006 bis 12. Januar 2008) | |
| Minister für Justiz und die Generalstaatsanwaltschaft | Attorney-General, Minister for Justice & Attorney General’s Department                                      | Minister: Nii Ayikoi Otoo (parteilos) (bis April 2006); Minister: Joe Ghartey (ab April 2006); Staatsminister: Ambrose Derry (ab 1. August 2007)                                                             | K. Osei Prempeh |
| Minister für lokale Verwaltung und ländliche Entwicklung | Minister of Local Government and Rural Development                                                          | Charles Binipong Bintim (NPP) (im August 2005); Stephen Asamoah-Boateng (Januar 2007 bis 31. Juli 2007); Kwadjo Adjei Darko (ab 1. August 2007)                                                              | Abraham Dwuma Odoom (bis 31. Juli 2007); Ignatius Kofi Poku-Adusei (bis 31. Juli 2007); Vizeminister für lokale Verwaltung: Maxwell Kofi Jumah (ab 1. August 2007); Vizeminister für ländl. Entwickl. und Umweltschutz: A. Awudu Yeremiah (ab 1. August 2007) |
| Übernahme des Ressorts Umweltschutz im April 2006: | | Charles Binipong Bintim (NPP) (im August 2005); Stephen Asamoah-Boateng (Januar 2007 bis 31. Juli 2007); Kwadjo Adjei Darko (ab 1. August 2007)                                                              | Abraham Dwuma Odoom (bis 31. Juli 2007); Ignatius Kofi Poku-Adusei (bis 31. Juli 2007); Vizeminister für lokale Verwaltung: Maxwell Kofi Jumah (ab 1. August 2007); Vizeminister für ländl. Entwickl. und Umweltschutz: A. Awudu Yeremiah (ab 1. August 2007) |
| Minister für lokale Verwaltung, ländliche Entwicklung und Umweltschutz | Minister of Local Government, Rural Development & Environment                                               | Charles Binipong Bintim (NPP) (im August 2005); Stephen Asamoah-Boateng (Januar 2007 bis 31. Juli 2007); Kwadjo Adjei Darko (ab 1. August 2007)                                                              | Abraham Dwuma Odoom (bis 31. Juli 2007); Ignatius Kofi Poku-Adusei (bis 31. Juli 2007); Vizeminister für lokale Verwaltung: Maxwell Kofi Jumah (ab 1. August 2007); Vizeminister für ländl. Entwickl. und Umweltschutz: A. Awudu Yeremiah (ab 1. August 2007) |
| Minister für parlamentarische Angelegenheiten | Minister of Parliamentary Affairs                                                                           | Felix Owusu-Adjapong (NPP) (bis 31. Juli 2007); Abraham Osei Aidoo (ab 1. August 2007) | A. Awudu Yeremiah (bis 31. Juli 2007) |
| Minister für Ernährung und Landwirtschaft | Minister of Food and Agriculture                                                                            | Ernest Akubuor Debrah (NPP) | Clement Eledi; Anna Nyamekye |
| Minister für Finanzen und wirtschaftliche Planung | Minister of Finance and Economic Planning                                                                   | Minister: Kwadwo Baah-Wiredu (NPP) verstorben am 24. September 2008 in Südafrika Staatsminister: Dr. Anthony Akoto Osei (ab 1. August 2007)                                                                  | Dr. Anthony Akoto Osei (Mai 2003 – 31. Juli 2007); George Yaw Gyan-Baffour |
| Minister für Handel und Industrie | Minister of Trade and Industry                                                                              | Alan Kyeremanteng (parteilos, später NPP) (bis 23. Juli 2007); Joe Baidoo-Ansah (ab 23. Juli 2007) | Kwadwo Afram Asiedu (bis 31. Juli 2007); Gifty Ohene-Konadu; Kwaku Agyaman-Manu; Shirley A. Botchway |
| später Zusammenlegung mit Ministerium für die Entwicklung des privaten Sektors und für PSI:                                                                                                | | Alan Kyeremanteng (parteilos, später NPP) (bis 23. Juli 2007); Joe Baidoo-Ansah (ab 23. Juli 2007) | Kwadwo Afram Asiedu (bis 31. Juli 2007); Gifty Ohene-Konadu; Kwaku Agyaman-Manu; Shirley A. Botchway |
| Minister für Handel, Industrie, den privaten Sektor und PSI (Sonderinitiativen des Präsidenten)                                                                                            | Minister for Trade, Industry, Private Sector & PSI (Presidential Special Initiatives)                       | Alan Kyeremanteng (parteilos, später NPP) (bis 23. Juli 2007); Joe Baidoo-Ansah (ab 23. Juli 2007) | Kwadwo Afram Asiedu (bis 31. Juli 2007); Gifty Ohene-Konadu; Kwaku Agyaman-Manu; Shirley A. Botchway |
| Minister für Tourismus und für die Modernisierung der Hauptstadt | Minister of Tourism and the Modernization of the Capital City                                               | Jacob Okanka Obetsebi-Lamptey (NPP) (bis 31. Juli 2007); Stephen Asamoah-Boateng (ab 1. August 2007) | Joe Baidoo-Ansah (bis 23. Juli 2007); Kofi Osei-Ameyaw |
| später Umbenennung in: | | Jacob Okanka Obetsebi-Lamptey (NPP) (bis 31. Juli 2007); Stephen Asamoah-Boateng (ab 1. August 2007) | Joe Baidoo-Ansah (bis 23. Juli 2007); Kofi Osei-Ameyaw |
| Minister für Tourismus und Minderheitsangelegenheiten | Minister of Tourism and Diasporean Affairs                                                                  | Jacob Okanka Obetsebi-Lamptey (NPP) (bis 31. Juli 2007); Stephen Asamoah-Boateng (ab 1. August 2007) | Joe Baidoo-Ansah (bis 23. Juli 2007); Kofi Osei-Ameyaw |
| Minister für öffentliche Arbeiten und Wohnungswesen | Minister of Works and Housing                                                                               | Minister: Hackman Owusu-Agyeman (NPP) (bis 31. Juli 2007); Minister: Abubakar Saddique Boniface (ab 1. August 2007); Staatsministerin: Cecilia Abena Dapaah (ab 1. August 2007)                              | Cecilia Abena Dapaah (bis Juli 2007); Hon. Christopher Addae (abw. Christopher Addai) |
| später Umbenennung in: | | Minister: Hackman Owusu-Agyeman (NPP) (bis 31. Juli 2007); Minister: Abubakar Saddique Boniface (ab 1. August 2007); Staatsministerin: Cecilia Abena Dapaah (ab 1. August 2007)                              | Cecilia Abena Dapaah (bis Juli 2007); Hon. Christopher Addae (abw. Christopher Addai) |
| Minister für Wasserressourcen, öffentliche Arbeiten und Wohnungswesen | Minister of Water Resources, Work and Housing                                                               | Minister: Hackman Owusu-Agyeman (NPP) (bis 31. Juli 2007); Minister: Abubakar Saddique Boniface (ab 1. August 2007); Staatsministerin: Cecilia Abena Dapaah (ab 1. August 2007)                              | Cecilia Abena Dapaah (bis Juli 2007); Hon. Christopher Addae (abw. Christopher Addai) |
| Minister für Energie | Minister of Energy                                                                                          | Mike Oquaye (NPP) (bis April 2006); Joseph Kofi Adda (ab April 2006); Albert Kan-Dapaah (im Januar 2009) | Hon. K. T. Hammond (bis 31. Juli 2007); Hon. Kwame Amporfo Twumasi (ab 1. August 2007) |
| Minister für Landnutzung, Forstwesen und Bergbau | Minister of Lands, Forestry and Mines                                                                       | Dominic K. Fobih (NPP) (bis 31. Juli 2007); Esther Obeng Dappah (ab 1. August 2007) | A. Adjei-Yeboah, Rita Tani Iddi |
| Minister für Bildung und Sport | Minister of Education and Sports                                                                            | Minister: Yaw Osafo-Maafo (NPP) (bis April 2006); Minister: Papa Owusu-Ankomah (April 2006 – 31. Juli 2007); Minister: Dominic Fobih (ab 1. August 2007); Staatsministerin für Bildung: Elizabeth Akua Ohene | O. B. Amoah, Hon. Kwame Ampofo Twumasi (bis 31. Juli 2007); Baiden-Amissah |
| Übernahme des Ressorts Wissenschaft im April 2006: | | Minister: Yaw Osafo-Maafo (NPP) (bis April 2006); Minister: Papa Owusu-Ankomah (April 2006 – 31. Juli 2007); Minister: Dominic Fobih (ab 1. August 2007); Staatsministerin für Bildung: Elizabeth Akua Ohene | O. B. Amoah, Hon. Kwame Ampofo Twumasi (bis 31. Juli 2007); Baiden-Amissah |
| Minister für Bildung, Wissenschaft und Sport | Minister of Education, Science & Sports                                                                     | Minister: Yaw Osafo-Maafo (NPP) (bis April 2006); Minister: Papa Owusu-Ankomah (April 2006 – 31. Juli 2007); Minister: Dominic Fobih (ab 1. August 2007); Staatsministerin für Bildung: Elizabeth Akua Ohene | O. B. Amoah, Hon. Kwame Ampofo Twumasi (bis 31. Juli 2007); Baiden-Amissah |
| Minister für Gesundheit | Minister of Health                                                                                          | (Major rtd.) Courage Quashigah (NPP) | Dr. Gladys Norley Ashitey; Samuel Owusu-Adjei (abw. Samuel Owusu Agyei); Abraham Dwuma Odoom (ab 1. August 2007) |
| Ministerin für Frauen- und Kinderangelegenheiten | Minister of Women’s and Children’s Affairs                                                                  | Hajia Alima Mahama (NPP) | Daniel Dugan (ab 1. August 2007) |
| Ministerin für Fischerei | Minister of Fisheries                                                                                       | Gladys Asmah (NPP) | Daniel Dugan (bis 31. Juli 2007); Ignatius Kofi Poku-Adusei (ab 1. August 2007) |
| Minister für Information | Minister of Information                                                                                     | Daniel Kwaku Botwe (NPP) (im August 2005); Kwamina Bartels (im Juli 2006, bis 31. Juli 2007); Florence Oboshie Sai-Coffie (ab 1. August 2007)                                                                | Florence Oboshie Sai-Coffie (bis 31. Juli 2007); Frank Agyekum (ab 1. August 2007) |
| später Umbenennung in: | | Daniel Kwaku Botwe (NPP) (im August 2005); Kwamina Bartels (im Juli 2006, bis 31. Juli 2007); Florence Oboshie Sai-Coffie (ab 1. August 2007)                                                                | Florence Oboshie Sai-Coffie (bis 31. Juli 2007); Frank Agyekum (ab 1. August 2007) |
| Minister für Information und nationale Orientierung | Minister of Information and National Orientation                                                            | Daniel Kwaku Botwe (NPP) (im August 2005); Kwamina Bartels (im Juli 2006, bis 31. Juli 2007); Florence Oboshie Sai-Coffie (ab 1. August 2007)                                                                | Florence Oboshie Sai-Coffie (bis 31. Juli 2007); Frank Agyekum (ab 1. August 2007) |
| Nicht-Kabinettsministerien | | | |
| Minister für Kommunikation | Minister of Communications                                                                                  | Albert Kan-Dapaah (NPP) (bis April 2006); Mike Oquaye (April 2006 – 31. Juli 2007); Dr. Benjamin Aggrey Ntim (ab 1. August 2007)                                                                             | Dr. Benjamin Aggrey Ntim (März 2005 – 31. Juli 2007); F. Opare-Ansah (ab 1. August 2007) |
| Minister für Arbeitskräfte, Jugend und Beschäftigung | Minister of Manpower, Youth and Employment                                                                  | Joseph Kofi Adda (NPP) (im August 2005); Boniface Saddique (August 2005 bis 31. Juli 2007); Nana Akomea (ab 1. August 2007)                                                                                  | Akosua Frema Osei-Opare, Hon. Dr. Brempong Yeboah |
| später Umbenennung in: | | Joseph Kofi Adda (NPP) (im August 2005); Boniface Saddique (August 2005 bis 31. Juli 2007); Nana Akomea (ab 1. August 2007)                                                                                  | Akosua Frema Osei-Opare, Hon. Dr. Brempong Yeboah |
| Minister für berufliche Ausbildung und Beschäftigung | Minister for Manpower Development & Employment                                                              | Joseph Kofi Adda (NPP) (im August 2005); Boniface Saddique (August 2005 bis 31. Juli 2007); Nana Akomea (ab 1. August 2007)                                                                                  | Akosua Frema Osei-Opare, Hon. Dr. Brempong Yeboah |
| Minister für Häfen und Eisenbahnen | Minister of Ports, Harbours and Railways                                                                    | Christopher Ameyaw-Akumfi (NPP) | Sophia Horner-Sam |
| später Umbenennung in: | | Christopher Ameyaw-Akumfi (NPP) | Sophia Horner-Sam |
| Minister für Häfen und Eisenbahnen | Minister for Ports & Railways                                                                               | Christopher Ameyaw-Akumfi (NPP) | Sophia Horner-Sam |
| Minister für Straßentransport | Minister of Road Transport                                                                                  | Staatsminister: Dr. Richard Winfred Anane (NPP); Staatsminister ad interim: Felix Owusu-Adjapong (bis 17. Juli 2007); Staatsminister: Godfred T. Boyon (ab 17. Juli 2007)                                    | Magnus E. Opare-Asamoah |
| später Umbenennung in: | | Staatsminister: Dr. Richard Winfred Anane (NPP); Staatsminister ad interim: Felix Owusu-Adjapong (bis 17. Juli 2007); Staatsminister: Godfred T. Boyon (ab 17. Juli 2007)                                    | Magnus E. Opare-Asamoah |
| Staatsminister für Verkehrswesen | Minister of State for Transportation                                                                        | Staatsminister: Dr. Richard Winfred Anane (NPP); Staatsminister ad interim: Felix Owusu-Adjapong (bis 17. Juli 2007); Staatsminister: Godfred T. Boyon (ab 17. Juli 2007)                                    | Magnus E. Opare-Asamoah |
| Staatsminister für die Reform des öffentlichen Dienstes | Minister of State in charge of Public Sector Reform                                                         | Dr. Paa Kwesi Nduom (bis Juli 2007); Samuel Owusu Agyei (ab 1. August 2007) | |
| später Umbenennung in: | | Dr. Paa Kwesi Nduom (bis Juli 2007); Samuel Owusu Agyei (ab 1. August 2007) | |
| Minister für die Reform des öffentlichen Dienstes | Minister for Public Sector Reform                                                                           | Dr. Paa Kwesi Nduom (bis Juli 2007); Samuel Owusu Agyei (ab 1. August 2007) | |
| Minister für Präsidenten-Angelegenheiten und Minister für Luftfahrt und Stabschef der Präsidentschaft                                                                                      | Minister of Presidential Affairs, Minister of Aviation and Chief of Staff                                   | Kwadwo Mpiani (NPP) (bis April 2006); Gloria Akuffo (ab April 2006) | |
| ab April 2006 nur noch: | | Kwadwo Mpiani (NPP) (bis April 2006); Gloria Akuffo (ab April 2006) | |
| Staatsministerin für Luftfahrt | Minister of State: Aviation                                                                                 | Kwadwo Mpiani (NPP) (bis April 2006); Gloria Akuffo (ab April 2006) | |
| Staatsminister für Kultur und Häuptlingsangelegenheiten | Minister of state: Culture & Chieftaincy                                                                    | Sampson Kwaku Boafo | |
| Staatsminister im Büro des Präsidenten | Ministers of State at the President’s Office                                                                | Charles Bintim; Elizabeth Akua Ohene (2005 – Juli 2007); Kwadjo Adjei Darko (ab 2005); Yaw Barimah (im August 2007)                                                                                          | Mercy Bampoe-Addo |
| Staatsminister ohne Fachbereich | Minister of State Without Portfolio                                                                         | Theresa Amerley Tagoe (?) | |
| Auflösungen und Zusammenlegungen von Ministerien im April 2006 | | | |
| Minister für die Entwicklung des privaten Sektors und Sonderinitiativen des Präsidenten (PSI)                                                                                              | Minister of Private-Sector Development and Presidential Special Initiatives (PSI)                           | Kwamina Bartels (NPP) | |
| Zusammenlegung mit Ministerium für Handel und Industrie im April 2006 | | Kwamina Bartels (NPP) | |
| Minister für Regionale Kooperation und NEPAD | Minister of Regional Co-operation and the New Partnership for Africa’s Development (NEPAD)                  | Dr. Kofi Konadu Apraku | |
| Zusammenlegung mit Außenministerium im April 2006 | | Dr. Kofi Konadu Apraku | |
| Ministerium für Wissenschaft und Umweltschutz | Minister of Science and the Environment                                                                     | Christine Churcher (NPP) (2005–2006); Rashid Bawa (2006) | Gheysika Adombire Agambila |
| Auflösung April 2006, das Ressort Wissenschaft übernahm das Bildungsministerium, das Ressort Umweltschutz wurde dem Ministerium für lokale Verwaltung und ländliche Entwicklung übertragen | | Christine Churcher (NPP) (2005–2006); Rashid Bawa (2006) | Gheysika Adombire Agambila |

### Regionalminister
| Regionalminister Ghanas seit 2005 | Regionalminister Ghanas seit 2005                                                     | Regionalminister Ghanas seit 2005                                                       | Regionalminister Ghanas seit 2005 |
| Region                            | Regionalminister                                                                      | Vize-Regionalminister                                                                   |                                   |
| --------------------------------- | ------------------------------------------------------------------------------------- | --------------------------------------------------------------------------------------- | --------------------------------- |
| Ashanti Region                    | Emmanuel Asamoah Owusu-Ansah                                                          | L. Akwasi Prempeh, Osei Assibey Antwi (ab 1. August 2007)                               |                                   |
| Brong Ahafo Region                | Nana Kwadwo Seinti (2005–2006), Ignatius Baffour-Awuah (ab 2006)                      | A. Kwadwo Kwakye                                                                        |                                   |
| Central Region                    | Nana Ato Arthur                                                                       | Samuel K. Oboday                                                                        |                                   |
| Eastern Region                    | Yaw Barimah (2005 – 31. Juli 2007), Kwadwo Afram Asiedu (ab 1. August 2007)           | Suzie Mensah, Asamoah Ofosu (ab 1. August 2007)                                         |                                   |
| Greater Accra                     | Sheikh Ibrahim Cudjoe Quaye                                                           | Theresa Amerley Tagoe                                                                   |                                   |
| Northern Region                   | Saddique Boniface (2005–2006), Alhaji Mustapha Ali Idris (ab 2006)                    | Issah Ketekewu, Mohammed Amin Adam (ab 1. August 2007)                                  |                                   |
| Upper East                        | Boniface Agambila (2005 – 31. Juli 2007), Alhassan Samani (ab 1. August 2007)         | A. Awudu Yeremiah, (bis 31. Juli 2007) Agnes A. Chigabatia (ab 1. August 2007)          |                                   |
| Upper West                        | Ambrose Derry (Februar 2005 – 31. Juli 2007), George Hikah Benson (ab 1. August 2007) | George Hikah Benson (2005 – 31. Juli 2007), Winifred Asibi Dy-Yakah (ab 1. August 2007) |                                   |
| Volta Region                      | Kofi Dzamesi                                                                          | Jeseph Kwaku Nyan                                                                       |                                   |
| Western Region                    | Joseph Boahen Aidoo (2005 bis 2006), A. Evans Amoah (ab 2006)                         | Kwesi Blay                                                                              |                                   |

### Sonstige
Sekretär des Präsidenten (Secretary to the President):
- D. K. Osei (seit Anfang 2001)

Stabschef für die Präsidentschaft (Chief of Staff):
- Kwadwo Okyere Mpiani

Pressesekretär des Präsidenten und Regierungssprecher (Press Secretary to the President & Government Spokesman):
- Andrew Awuni

Ständiger Vertreter Ghanas bei der UNO (Permanent Representative to the UN, New York):
- Nana Effah-Apenteng

Parlamentssprecher (Speaker of Parliament):
- Ebenezer Begyina Sekyi-Hughes

Oberster Richter (Chief Justice):
- George Kingsley Acquah (bis April 2007)
- Georgina Theodora Wood (seit Juli 2007)

Gouverneur der Bank von Ghana (Governor of the Bank of Ghana):
- Paul Acquah